# Преображенская церковь (Екатеринбург)
Преображе́нская це́рковь (Храм Преображе́ния Госпо́дня) — действующий православный храм в Екатеринбурге, расположенный в микрорайоне Уктус. Церковь построена в 1809 году на месте деревянной Никольской церкви, освящённой в 1712 году.

## История
Первоначально на месте, где теперь стоит храм, была расположена старейшая на территории современного Екатеринбурга церковь во имя Святителя Николая Мирликийского при Уктусском заводе. Деревянная Никольская церковь, построенная в 1712 году и освящённая 12 февраля 1712 года, по благословению Иоанна, митрополита Тобольского, прослужила до 1806 года, когда 26 сентября 1806 года в результате пожара она полностью сгорела. От пожара расплавился 40-пудовый колокол, но была спасена церковная утварь: серебряная чаша, дискос, Евангелие, крест, дароносица, лампады, подсвечники, ризы, книги. В 1808 году был заложен по благословению Иустина, епископа Пермского, каменный храм с разделением на тёплый и холодный. В тёплом храме на южной стороне располагался придел в честь явления Казанской иконы Божией Матери, на северной стороне — во имя Святителя Николая. Главный престол был освящён во имя Преображения Господня в 1821 году, южный алтарь — 3 января 1809 года, а северный — 21 апреля 1830 года. К 1860-м годам по причине тесноты из-за большого количества прихожан правый и левый приделы были упразднены и 12 мая 1863 года были заложены в новом месте. Казанский придел был освящён 27 сентября 1864 года, а Никольский — 30 апреля 1867 года.
После 1917 года храм подвергался разорению. 25 марта 1930 года были снесены храмовые купола. В 1926—1937 годах храм был Григорианской ориентации. Приписанные Преображенской церкви Преображенская деревянная часовня на Преображенской горе, освящённая в 1836 году, была снесена. Вознесенская деревянная часовня на Вознесенской горе, построенная в 1850 году, была снесена. Николаевская каменная часовня у моста через реку Патрушиху также была снесена.
В 1937 году церковь закрыли окончательно. По постановлению президиума Свердловского областного исполнительного комитета состоялась передача здания шиномонтажному тресту Главрезины по приказу № 2331 от 26 ноября 1938 года. В годы Великой Отечественной войны в здании с 1942 года разместился цех эвакуированного из города Москвы завода № 145 (Московский завод резиново-технических и эбонитовых изделий), выпускавшего пористую резину для нужд фронта, позднее названный «Свердловский завод эбонитовых изделий». 26 мая 1944 года храм пережил крупный пожар: от возгорания сажи и других горюче-смазочных материалов сильно пострадали заводские корпуса, материальный склад и цеха.
У Преображенского храма есть свой святой покровитель. В 1911—1912 годах в церкви в качестве диакона служил священномученик Константин Лебедев, зверски убитый близ современного города Талица за свою веру.
Школа
Была открыта церковно-приходская школа, которая благодаря пожертвованиям ростовского первой гильдии купца А. М. Плешанова переехала в собственное двухэтажное каменное здание в 1867 году. Содержать школу помогало церковно-приходское попечительство и частные благотворители. В школе проводились религиозно-нравственные чтения для прихожан. После 2006 года в храме была открыта воскресная школа. В воскресной школе программа разработана на трёхгодичное образование для взрослых с выпускными экзаменами. Для детей — четырёхлетнее обучение, дополнительно введена живопись и церковное пение.
Общество трезвости
К 1910 году в храме действовало Общество трезвости, выделялись средства на строительство «трезвенного народного дома», раздавалась трезвенническая литература.

## Возрождение
1 июня 1993 года архиепископ Екатеринбургский и Верхотурский Мелхиседек благословил на организацию православной общины и восстановление храма во имя Преображения Господня своим указом № 161. В 1995 году на Пасху в ещё не переданном епархии здании завода было совершено богослужение. По завершении пасхальных празднеств начались работы по восстановлению и реставрации церкви. Полностью храм был передан верующим к престольному празднику Преображения Господня в том же 1995 году. Начиная с 1996 года, начались ежедневные богослужения. В 1997—1998 годах был установлен второй иконостас в Свято-Никольском приделе, созданный коллективом художников, там же поставлена купель с полным погружением.
4 ноября 2008 года, в День народного единства, храм отметил 200-летие со дня закладки. 7 апреля 2009 года в Преображенской церкви открылась благотворительная трапезная для нуждающихся. Накануне архиепископ Екатеринбургский и Верхотурский Викентий совершил чин освящения благотворительной трапезной храма. Столовую было решено сделать передвижной. При необходимости её можно перевезти в любое место, где быстро развернуть и накормить нуждающихся. 25 октября 2010 года после реконструкции освящён придел во имя святителя Николая, Мир Ликийских чудотворца. 14 апреля 2011 года начат сбор пожертвований на строительство часовни в честь Святых Мучеников Вифлеемских Младенцев. В 2012 году был отмечен престольный праздник
Особо почитаемой святыней храма является чудотворная икона Божией Матери «Всецарица», по мнению верующих, подающая исцеление от раковых болезней, а также чтимая икона «Распятие Господне», написанная в XIX столетии в технике невьянского письма. В церкви находятся частицы мощей многих русских святых.

## Священники
Согласно сохранившимся клировым ведомостям священниками Спасо-Преображенской церкви были:
- Дмитрий Фёдорович Гаряев (1763—1807), в семинарии не обучался, в сане священника в 1792—1807 годах;
- Константин Дмитриевич Гаряев (1787—1833), обучался в семинарии, на приходе заменил отца, в сане священника в 1807—1833 годах;
- Пётр Васильевич Удинцев (1809—1848), окончил семинарию, законоучитель в Уктусской горной школе, в сане священника в 1834—1848 годах;
- Степан Васильевич Удинцев (1806—1876), брат Петра Удинцева, обучался в семинарии, имел бронзовый наперсный крест на Владимирской ленте в память войны 1853—1856 годов, в сане священника в 1848—1876 годах;
- Фролов Иасон Васильевич (1873—1937), обучался в семинарии, в сане священника в 1898—1917 годах, награждён набедренником. После революции служил в Арамиле. В 1937 годы был репрессирован, приговорён к 10 годам лагерей.

## Памятник архитектуры
Архитектура церкви представляет угасающий стиль позднего барокко. Колокольня состоит из трёх четвериков, средней из которых со срезанными углами и плоскими лопатками. Углы верхнего четверика — украшают S-образные волюты. Выше находится восьмигранная шатровая кровля с люкарнами. Кровля завершается шпилем. Фасады четверика представлены единой плоскостью без членения на ярусы карнизами. Двусветный кубический объём зафиксирован лопатками. Окна первого этажа — прямоугольны, с плоскими ушастыми наличниками и с классицистическими треугольными фронтонами. Окна второго света — арочны, с подоконными филёнками и с непрофилированным обрамлением. Стены с барочным массивным антаблементом включают фриз с аркатурой. Церковь перекрыта крутой коробовой кровлей, по центральным осям которой сделаны окна-люкарны и обрамлены криволинейными фронтонами. Кровля имеет восьмигранный барабан—фонарь с узкими диагональными гранями, декорирован волютами. Наверху расположен фонарь массивной луковичной главы. У восточного фасада имеется круглая апсида, рассечённая пилястрами и пилонами. В интерьере церковь имеет два яруса окон. Четверик с лотковым сводом и открытым световым фонарём, широкая арка расположена в восточной стене. Трапезная с севера на юг перекрывает цилиндрический свод. Дверной проём ведёт из трапезной в храм.
Постановлением Правительства Свердловской области № 859-ПП от 28.12.2001 года поставлена на государственную охрану как памятник градостроительства и архитектуры регионального значения, а Постановлением Правительства Свердловской области № 207-ПП от 10.03.2011 года название памятника изменён с Церковь на Преображенская церковь и адрес с ул. Щербакова/ул. Походная на г. Екатеринбург, ул. Походная 2.

## Духовенство
- Настоятель храма — протоиерей Николай Ладюк[13]

## Колокола
5 января 2012 года в храме был освящён колокол весом в полторы тонны, отлитый в Каменске-Уральском. На колоколе изображены четыре образа: Преображение Господне, Божия Матерь Казанская, святитель Николай, святой праведный Симеон Верхотурский. Колокол опоясывают две надписи:
В память о всех священнослужителях, ктиторах, строителях, благотворителях, благоукрасителях и всех прихожан прихода сего
Отлит сей колокол в Каменске-Уральском товариществом Пятков и К° усердием рода Третьяковых и иных прихожан в честь 300-летия первого прихода святителя Николая и второго прихода в честь Преображения Господня града Екатеринбурга на Уктусе лета 2011 от Рождества Христова